# Treno metropolitano

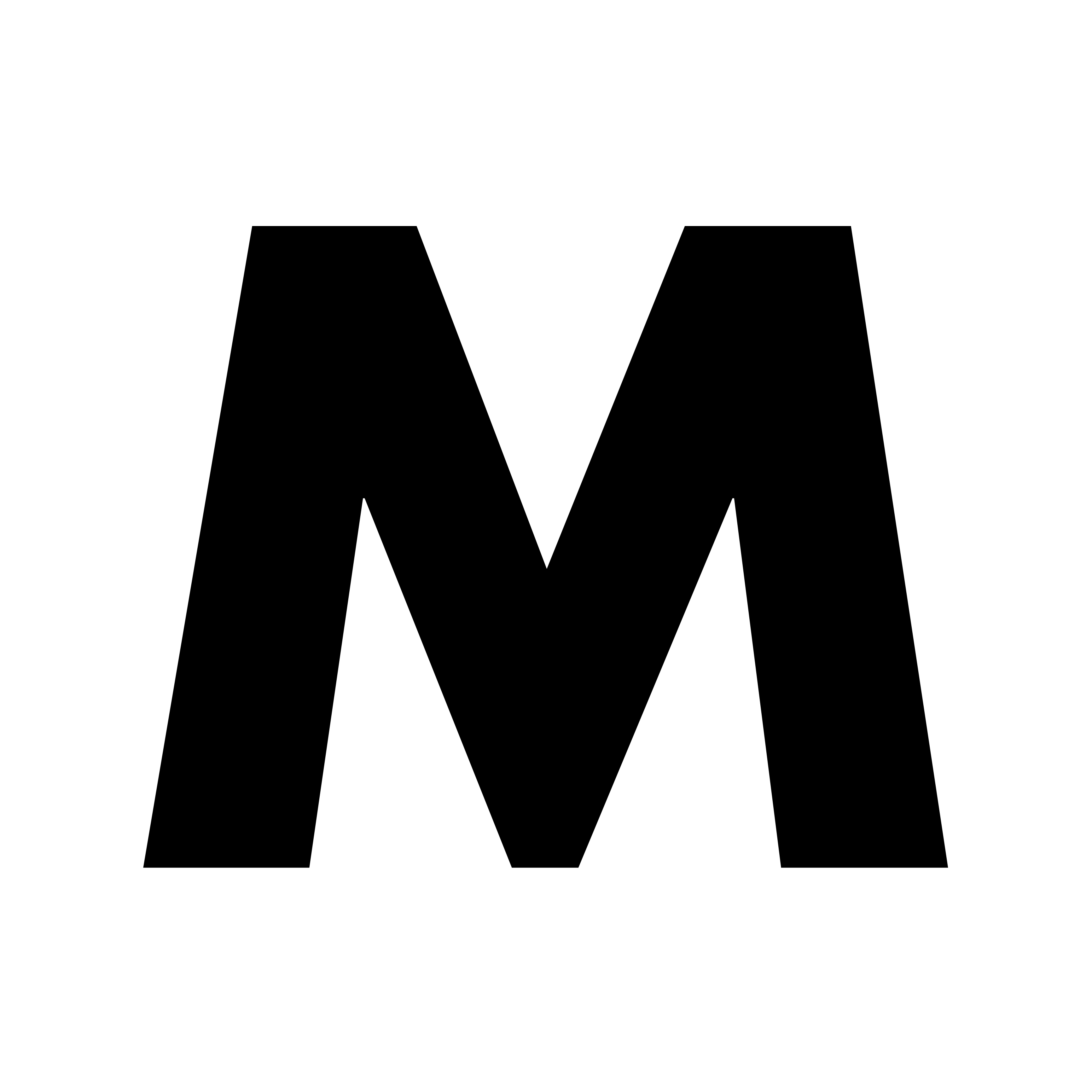
Simbolo utilizzato per indicare i treni metropolitani sui quadri orario italiani

Quella di treno metropolitano è una categoria di servizio dei treni italiani, rientranti nei contratti di servizio su base regionale.
La categoria è assegnata alle sole corse della linea 2 della metropolitana di Napoli, da Pozzuoli a San Giovanni-Barra. È pure assegnata alle seguenti relazioni minori:
- Napoli Campi Flegrei - Salerno;
- Napoli Campi Flegrei - Cancello - Caserta;

Simbolo alternativo utilizzato per indicare i treni metropolitani sui quadri orario italiani

- Napoli Campi Flegrei - Castellammare di Stabia.

## Storia
La denominazione "treno metropolitano" (M) venne introdotta dalle FS con il cambio d'orario del 23 maggio 1993 per indicare i collegamenti ferroviari urbani, quali quelli della "metropolitana FS" di Napoli. La categoria venne applicata anche ai treni del servizio ferroviario metropolitano di Bari e a quelli del servizio ferroviario metropolitano di Palermo che non uscivano dai confini comunali delle rispettive città, anche se in seguito in entrambi i sistemi la classificazione venne abbandonata.
Nel 2004 si decise di abolire la denominazione di "metropolitano" e di sostituirla con "treno suburbano"; tuttavia la decisione venne applicata solo per i treni del servizio ferroviario suburbano di Milano (S).
Dal dicembre 2012, con l'istituzione del servizio ferroviario metropolitano di Torino, i treni appartenenti a tale servizio vengono classificati con la relativa dicitura "SFM".